# 美濃市立中有知小学校
美濃市立中有知小学校（みのしりつ なかうちしょうがっこう）は、岐阜県美濃市にある公立小学校。

## 通学区域
- 松森の一部、松栄町、松倉台、生櫛、志摩、さくらヶ丘、中央自6丁目の一部、中央7-10丁目が通学区域である。公立中学校の進学先は美濃市立美濃中学校である[1]。

## 沿革
- 1886年（明治19年） - 志摩村に修徳小学校中有知分教場[注釈 1]を設置。松森村、生櫛村、志摩村を校区とする。
- 1889年（明治22年）7月1日 - 生櫛村、松森村、志摩村が合併し中有知村発足。
- 1890年（明治23年） - 中有知村大字生櫛字向野に校舎を新築し、移転。
- 1891年（明治24年）4月 - 中有知尋常小学校として独立。4月19日に開校式を行う。
- 1904年（明治37年） - 校舎を新築（木造平屋建）する。
- 1910年（明治43年） - 校舎を増築する。
- 1919年（大正8年） - 中有知尋常高等小学校に改称する。
- 1397年（昭和12年） - 校舎を増築する。
- 1941年（昭和16年） - 中有知国民学校に改称する。
- 1947年（昭和22年） - 中有知村立中有知小学校に改称する。
- 1954年（昭和29年）4月1日 - 美濃町、洲原村、下牧村、上牧村、大矢田村、藍見村、中有知村が合併し、美濃市が発足。同時に美濃市立中有知小学校に改称する。
- 1959年（昭和34年）12月 - 校舎を増築（木造平屋建）する。
- 1976年（昭和51年） - 校舎を増築（鉄筋コンクリート造3階建）する。
- 1985年（昭和60年） - 現在の校舎（鉄筋コンクリート造3階建）が完成。
- 1989年（平成元年） - 体育館が完成する。
- 2008年（平成20年） - 現在のプールが完成する。

## 統合計画
- 少子化が急速に進んでいることもあり、市内の5つの小学校（美濃小学校、中有知小学校、藍見小学校、大矢田小学校、牧谷小学校）を統合し、2つの小学校に再編する計画である。2025年時点では2032年4月までの統合を目指している[2]。